# Good Advice – Guter Rat ist teuer
Good Advice – Guter Rat ist teuer ist eine US-amerikanische Filmkomödie aus dem Jahr 2001.

## Handlung
Der Börsenmakler Ryan Turner hat neben der Beziehung zu seiner Freundin Cindy Styne, einer Kolumnistin beim Chelsea Journal, noch ein Verhältnis mit der Frau des Verlegers Donald Simpson. Simpson merkt dies und verleitet Turner aus Rache zu einem Insidergeschäft. Er lässt die versprochene Transaktion platzen, nachdem Turner Geld seiner Kunden investiert hat. Wegen der verlorenen Gelder verliert Turner seine Arbeit. Ryan, der nun fast bankrott ist, verkauft seine Besitztümer und zieht zu seiner Freundin Cindy. Einige Tage später verlässt Cindy ihn für einen neuen Liebhaber, dem sie nach Brasilien folgt.
Ryan übernimmt Cindys Kolumne, in der Anfragen der Ratsuchenden beantwortet werden, weil sich ihm in der Situation keine andere Einnahmequelle bietet. Ryan verheimlicht, dass Cindy nicht mehr selbst ihre Kolumne schreibt. In dieser Rolle erzielt er zunächst keine Erfolge und Page Hensen, die Redaktionsleiterin des Chelsea Journal, veröffentlicht bis auf Weiteres keine seiner geschriebenen Kolumnen. Doch Ryan gibt sich Mühe und beginnt, gute Ratschläge zu schreiben. Die Kolumne wird zu einem Riesenerfolg für das Chelsea Journal und die Zeitung verkauft sich in ganz New York City immer besser. Die Kolumnen werden so erfolgreich, dass die Medien Cindy interviewen wollen.
Ryan verhandelt – angeblich im Namen von Cindy – mit Page über die neuen Vertragsbedingungen. Er begleitet sie zur Vorstellung eines Performance-Künstlers, der seinen Anus mit Farbe füllt und vor Publikum mit der Farbe eine Wand bespritzt. Ryan ist schockiert, als er etwas von der Farbe aufs Gesicht bekommt. Beim Abschied wird er von Page geküsst.
Als Verleger einer konkurrierenden Zeitschrift unterbreitet Donald Simpson ein Angebot, um Cindy abzuwerben, doch Page lehnt das Angebot ab. Page wird langsam misstrauisch, ob Cindy tatsächlich die Kolumnen schreibt. Sie besucht daher Cindys und Ryans Appartement, von Ryan will sie die Wahrheit wissen; Ryan offenbart ihr die Täuschung. Ryan gesteht ihr auch, Gefühle für sie entwickelt zu haben – Gefühle, die auf Gegenseitigkeit beruhen, und sie haben miteinander Sex. Sie werden von der aus Brasilien zurückgekehrten Cindy überrascht. Sie verraten ihr alles. Cindy wundert sich und sagt, dass Ryan „auf Frauen mit Grips“ nicht stehe, worauf er antwortet, dass er Page liebe.
Cindy versucht, Page zu erpressen, sie will ihren Job als Kolumnistin wieder haben und verlangt ein deutlich höheres Gehalt. Page will jedoch nicht, dass Cindy zu ihrer Arbeit zurückkehrt. Wenig später nimmt Cindy das Angebot von Simpson an, ihre Kolumne unter seinem Verlag landesweit zu veröffentlichen mit einem sechsstelligen Jahresgehalt sowie weiteren Vergütungen. Am Abend hat Ryan eine Idee und setzt sie mit Hilfe seiner Maklerfähigkeiten in die Tat um: Er leiht von Freunden Geld und kauft die Aktien der Unternehmensgruppe Simpson Publishing, die nach der Bekanntgabe des Wechsels von Cindy im Wert steigen. Ryan verkauft die Aktien und setzt zusätzlich noch mal auf fallende Kurse (short-selling) bevor sichtbar wird, dass Cindy nicht diejenige Person ist, die die Kolumne in den letzten Monaten zum Erfolg brachte.
Ryan schreibt in der letzten Szene eine Kolumne an sich selbst, in der er fragt, wie er der Liebe seines Lebens den Heiratsantrag machen sollte. Page liest die Kolumne und stimmt der Heirat zu.

## Kritiken
- Das Lexikon des internationalen Films schrieb, der Film sei eine „routiniert unterhaltsame, letztlich aber allzu unverbindliche Komödie nach vertrauten Mustern“. Er prangere „die Oberflächlichkeit, Gier und die Schattenseiten des Kapitalismus“ an.[1]

## Hintergrund
Bei den Dreharbeiten lernte Charlie Sheen seine spätere Ehefrau Denise Richards kennen.